# Peter Ind
Peter Ind (* 20. Juli 1928 in Uxbridge, England; † 20. August 2021) war ein britischer Jazzmusiker (Kontrabass), Maler und Sachbuchautor.

## Leben und Wirken
Ind studierte am Trinity College von Cambridge Klavier und Harmonielehre. 1947 entdeckte er den Kontrabass und zog 1951 in die USA, wo er bei Lennie Tristano studierte.
1955 wirkte er an den Aufnahmen für Tristanos Debütalbum mit, das 1956 unter dem Titel Lennie Tristano auf Atlantic veröffentlicht wurde. Er spielte außerdem mit Lee Konitz, Coleman Hawkins, Roy Eldridge, Jutta Hipp, Paul Bley, Sheila Jordan, Mal Waldron, Slim Gaillard, Buddy Rich und Warne Marsh. Zwischen 1963 und 1965 lebte er in Big Sur in Kalifornien. Er war im Bereich des Jazz der erste Kontrabassist, der unbegleitete Solokonzerte gab (auch Radiomitschnitte).
Er kehrte dann nach England zurück, um in London als Musiker und Lehrer zu wirken. Er gründete mit Wave Records eine eigene, bis heute bestehende Plattenfirma, eröffnete in den 1970er-Jahren ein eigenes Aufnahmestudio und schließlich in den 1980ern einen eigenen, damals sehr populären Club (Bass Clef), in dem Jazz ebenso wie lateinamerikanische und afrikanische Musik aufgeführt wurde. 1994 wurde der Bass Clef und auch der später gegründete Tenor Cleff geschlossen.
Im Jahr 2015 erhielt er als 87-Jähriger den Special Award der britischen Parliamentary Jazz Awards.

## Diskographie
unter eigenem Namen
- Looking Out  (mit Ronnie Ball, Sal Mosca, Joe Puma, Al Schackman, Dick Scott, Sheila Jordan)  (1957–1961)
- Improvisation  (Wave, 1968)
- Time for Improvisation  (Wave, 1969)
- The Peter Ind Sextet  (mit Bernie Cash, Dave Cliff, Derek Phillips, Chas Burchall, Gray Allard) (Wave, 1975)
- Jazz Bass Baroque  (mit Darol Anger, Martin Taylor, Tony Barnard) (Wave, 1988)

## Schriften
- Jazz Visions – Lennie Tristano and His Legacy (2005, ISBN 978-1-84553-281-9)
- The Environment and Cosmic Metabolism – Looking at the stars and thinking about the Earth (2007, ISBN 978-0-9558062-0-9)
- Painting the Energy of Nature (2008)

## Lexikalische Einträge
- Ian Carr, Digby Fairweather, Brian Priestley: Rough Guide Jazz. Der ultimative Führer zur Jazzmusik. 1700 Künstler und Bands von den Anfängen bis heute. Metzler, Stuttgart/Weimar 1999, ISBN 3-476-01584-X (Stichwort „Peter Ind“).

## Belege
1. ↑  RIP Peter Ind (1928-2021). In: londonjazznews.com. Abgerufen am 21. August 2021 (englisch).
2. ↑  Parliamentary Jazz Awards announces winners, prsformusic.com vom 11. März 2015, abgerufen am 9. Februar 2021

| Personendaten    | Personendaten          |
| ---------------- | ---------------------- |
| NAME             | Ind, Peter             |
| KURZBESCHREIBUNG | britischer Jazzmusiker |
| GEBURTSDATUM     | 20. Juli 1928          |
| GEBURTSORT       | Uxbridge, England      |
| STERBEDATUM      | 20. August 2021        |